# Vita (Àvila)
Vita és un municipi de la província d'Àvila, a la comunitat autònoma de Castella i Lleó.
| 1991 | 1996 | 2001 | 2004 | 2024 |
| ---- | ---- | ---- | ---- | ---- |
| 129  | 122  | 111  | 101  | 79   |